# 陶里潘帕區
12°36′56″S 76°09′36″W / 12.61556°S 76.16000°W
陶里潘帕區（西班牙語：Distrito de Tauripampa），是秘魯的一個區，位於該國中南部利馬大區的堯約斯省，面積530.9平方公里，海拔高度3,519米，2005年人口648，人口密度每平方公里1.2人。